# Él anda diciendo
Él anda diciendo es el segundo tema del álbum 20 caras bonitas, perteneciente al grupo de rock argentino Suéter y editado en el año 1985. Fue escrito e interpretado por Miguel Zavaleta.

## Interpretación
La canción consiste en un total de seis estrofas, todos comenzando con el sujeto protagonista, detallado como una persona que ama a otra sin que la segunda sepa de la existencia de la primera. Pese a que la placa no tuvo la repercusión esperada en su momento, este sencillo fue el más destacado, y se caracterizó por su mezcla de new wave y reggae, mostrando la calidad compositiva y vocal de su autor.

## Composición
Las notas que acompañan a la estructura armónica de la canción son: La, F#m, Si menor,  Mi y en el intervalo la secuencia cambia a La,  C#m7, Si menor 7 y  Mi. La composición termina en La. 

## Otras versiones
- El grupo musical llamado Los Reyes del Cuarteto interpretaron una versión en cuarteto en su primer trabajo discográfico llamado Volumen I, manteniendo el ritmo y el tiempo original de la canción.